# Stenbitsrom
Stenbitsrom är processad rom från fiskarten sjurygg.

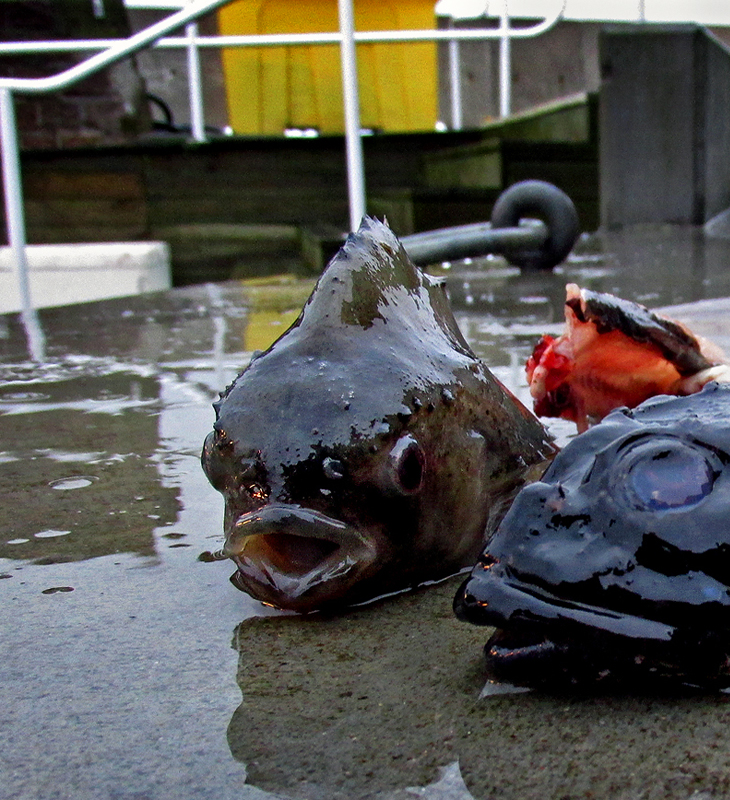
Stenbit (mitt i bild) i Ystads småbåtshamn 2016.

Stenbitsrom används bland annat i kalla romsåser och för dekoration av smörgåstårta, snittar och ägghalvor. Den brukar säljas i glasburk, ofta färgad röd med azofärger, för att den ska likna löjrom, eller svart för att den ska likna störkaviar. Ofärgad stenbitsrom är blekrosa till ljust violett. Kornstorleken är cirka 1,5–2 millimeter. Sjuryggen fiskas under lekperioden januari till mars.

## Namn
Rom från sjuryggen säljs i Sverige under namnet stenbitsrom, trots att det egentligen bara är sjuryggshanen som kallas stenbit. Sjuryggshonan, som producerar rommen, kallas kvabbso.
I Danmark säljs rom från sjurygg under namnet Limfjordskaviar.